# Capula
Capula là một chi bọ cánh cứng trong họ Chrysomelidae.
Chi này được Jacobson miêu tả khoa học năm 1925.

## Các loài
Các loài trong chi này gồm:
- Capula apicalis Chen, Wang & Jiang, 1986
- Capula caudata Chen, Wang & Jiang, 1986
- Capula metallica (Jacobson, 1925)